# Acrostichum sinense
Acrostichum sinense là một loài thực vật có mạch trong họ Pteridaceae. Loài này được Baker mô tả khoa học đầu tiên năm 1906.